# École nationale d’ingénieurs de Metz
Die École nationale d’ingénieurs de Metz (ENI Metz) ist eine französische Ingenieurschule, die 1960 gegründet wurde.
Es handelt sich um eine auf Mechanik und Produktion ausgerichtete Ingenieurschule, die jedoch aufgrund der Vielfalt ihrer Ausbildung zu den so genannten „generalistischen“ Schulen gehört.
Die ENIM hat ihren Sitz in Metz und ist eine staatlich anerkannte Hochschuleinrichtung. Die Schule ist Mitglied der Conférence des grandes écoles (CGE).
Sie gehört zur Groupe des écoles nationales d’ingénieurs (ENI-Gruppe), ist aber auch eine interne Schule des Collegium Institut national polytechnique de Lorraine (INPL).

## Berühmte Absolventen
- Denis Chevrier (* 1954), Einsatzleiter im Bereich der Motoren bei Renault F1